# Luna nueva (álbum de Marciano Cantero)
Luna nueva es el título del primer álbum como solista del cantante Marciano Cantero, vocalista del grupo argentino Enanitos Verdes.
Este álbum aparece después de la separación del grupo Enanitos Verdes en 1989, lanzado de forma independiente en el año 1990.
El sencillo cuando vuelva a verte, fue relanzado en 2025 como un homenaje a Cantero. El relanzamiento estuvo a cargo de los familiares del cantautor. 

## Lista de canciones
1. Yo voy de aquí para allá
2. O quizás vos
3. Nariz despellejada
4. Hace bastante tiempo
5. Cuando vuelva a verte
6. Todos esos momentos
7. Camino a Ganímedes
8. Ceci
9. Yo ya lo sé
10. Si yo fuera gato

- Datos: Q5653998